# Satawal
Satawal es un atolón de coral solitario de una isla situada en las islas Carolinas en el Océano Pacífico, que forma un distrito legislativo en el estado de Yap de los Estados Federados de Micronesia. Satawal es la isla más oriental de las islas del grupo de Yap y se encuentra a unos 70 kilómetros al este de Lamotrek.
La isla, que mide 2 kilómetros de largo noreste-suroeste, tiene un máximo de 0,8 kilómetros de ancho y se encuentra sobre una pequeña plataforma arrecife. La superficie total es de 1,3 km², y está densamente arbolada con cocoteros.